# Track One Tv
Track One 2, sorti en 2008, est une mixtape du groupe marseillais La Swija.

## Liste des chansons
1. Intro - La Swija, Enzo & Zakary Houss
2. Pour tout ça - La Swija, Linda, Corléone, K-rlos, Disciple, Fuego
3. Malgré la galère - Moubaraka Ft. La Swija, Bks
4. Besoin de partir - Fuego Ft. G.R.O.S & Mistral
5. Il faut... - Disciple, K-rlos, Corléone & Diego
6. Loin des autres - La Swija, Sancho
7. Je me suis permis de dire - Corléone, Dj H
8. Lèves-toi, bats-toi - K-rlos, Disciple & Zino
9. Tu connais, tu connais - Soprano, k-rlos, Diego, La Swija, Houss
10. J'ai pas le temps - Disciple, Kill, Foster
11. Mets-toi bien, te casse Fuego, Zino, La Swija
12. Prêt à tout - K-rlos, Bambino
13. Les bleus de la mer - Mistral, Houss
14. Livre ouvert - Liaisons Meurtrières
15. On m'a dit... - Linda, Hedia